# Съботин Генов
Съботин Филипов Генов е български политик от БКП.

## Биография
Роден е на 23 април 1926 г. в плевенското село Българене. От 1940 г. е член на РМС, а от 1945 г. и на БКП. Известно време е член на Районен комитет на РМС. По време на Втората световна война първоначално е ятак, а впоследствие партизанин в Свищовската чета и политкомисар на Вълчедръмската чета. След 9 септември 1944 г. е секретар на Градския и Околийския комитет на РМС в Плевен. Бил е председател на Околийския комитет на ДСНМ в Свищов. От 1955 до 1958 г. е първи секретар на Околийския комитет на БКП в Свищов. От 1958 г. последователно е секретар в Окръжните комитет на БКП в Плевен и Благоевград. През 1969 г. е назначен за завеждащ отдел „Организационен“ при ЦК на БКП. През декември 1973 г. е назначен за секретар на Централния съвет на Българските професионални съюзи. От 5 ноември 1962 до 25 април 1971 г. е кандидат-член на ЦК на БКП. От 25 април 1976 до 2 април 1976 г. е член на ЦК на БКП. В родното му село има улица кръстена на него.